# Tibble, Tillinge socken
Tibble-Lundby är en by i Tillinge socken i Enköpings kommun. SCB har för bebyggelsen i byn avgränsat och namnsatt småorten Tibble-Lundby i Enköpings kommun, Uppsala län.